# 층밀림 늘기

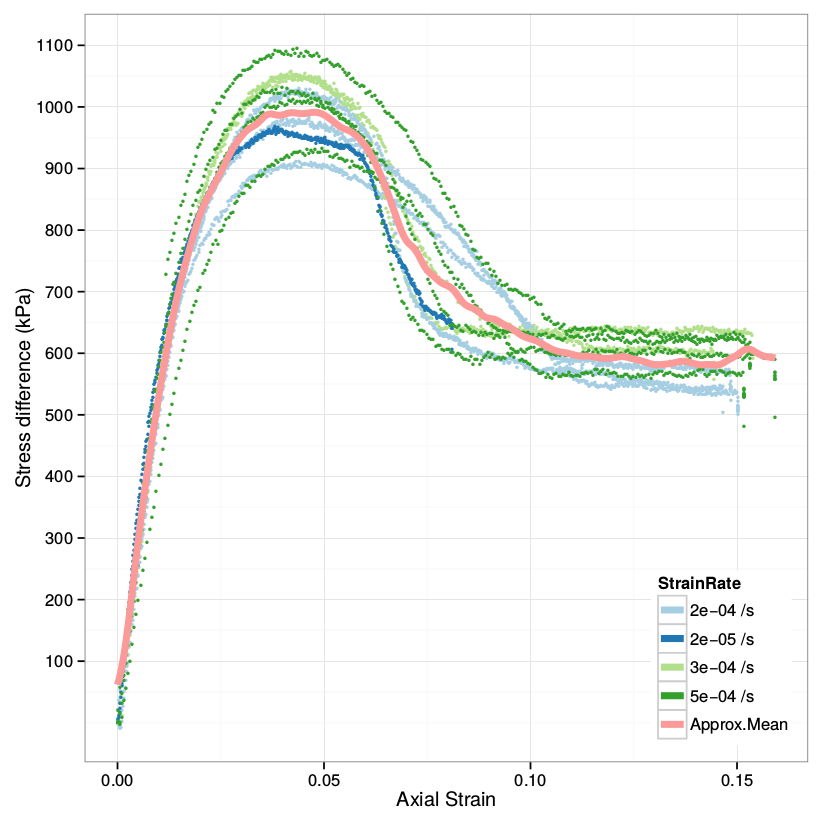
조밀한 모래에서 변형률의 함수로서의 변형력-차이의 전형적인 곡선.

층밀림 늘기(shear dilatancy) 또는 늘기 또는 다일러턴시(dilatancy)는 층밀림 변형(shear strain)을 받을 때 알갱이 재료에서 관찰되는 부피 변화이다. 이 효과는 1885/1886년에 오스본 레이놀즈에 의해 과학적으로 처음 기술되었으며 레이놀즈 늘기(Reynolds dilatancy)라고도 한다.
대부분의 다른 고체 재료와 달리 압축된 조밀한 알갱이 재료의 경향은 층밀림될 때 층밀림 늘기 현상이 일어나는 것이다. 이것은 압축된 상태의 알갱이가 맞물려 서로 이동할 자유가 없기 때문에 발생한다. 응력이 가해지면 인접한 입자 사이에서 지레 움직임이 발생하여 다일러턴시 현상이 일어난다. 반면에, 입상 물질이 매우 느슨한 상태에서 시작되면 전단 하에서 다일러턴시하는 대신 지속적으로 압축될 수 있다.
다일러턴시는 흙과 모래의 일반적인 특징이다. 해변을 걷고 있는 사람의 발 주위의 젖은 모래가 마른 것처럼 보일 때 그 효과를 볼 수 있다. 발로 인한 변형은 그 아래의 모래를 다일러턴시시키고 모래의 물은 곡물 사이의 새로운 공간을 채우기 위해 이동한다.

## 현상

단순 전단에서 조밀한 모래 샘플의 다일러턴시.

다일러턴시 현상은 조밀한 모래 샘플에 대한 배수 단순 전단 시험에서 관찰될 수 있다. 변형의 초기 단계에서 체적 변형률 은 전단 변형률 이 증가함에 따라 감소한다. 그러나 응력이 피크 값에 접근함에 따라 체적 변형률이 증가하기 시작한다. 더 많은 전단 후, 토양 샘플은 테스트가 시작되었을 때보다 더 큰 부피를 갖게 된다.
다일러턴시의 양은 토양의 초기 밀도에 크게 의존한다. 일반적으로 토양의 밀도가 높을수록 전단하에서 부피 다일러턴시가 커진다.
다일러턴시과 내부 마찰 사이의 관계는 일반적으로 다일러턴시 각도가 수평에 대한 치아의 각도와 유사한 다일러턴시의 톱니 모델에 의해 설명된다. 이러한 모델은 관찰된 마찰각이 다일러턴시각과 다일러턴시이 0일 때 마찰각을 더한 것과 같다고 추론하는 데 사용할 수 있다.

## 같이 보기
- 팽창성
- 파레이어스-린드크비스트 효과
- 겉보기 점성도
- 빙함 플라스틱
- μ(I) 유변학: 알갱이 흐름에 대한 유변학의 하나의 모형